# جان راف اوهرن
جان راف اوهرن (انگلیسی: Jan Ruff O'Herne; ۱۸ ژانویهٔ ۱۹۲۳ – ۱۹ اوت ۲۰۱۹ (۹۶ سال)) فعال حقوق بشر اهل پادشاهی هلند بود. شهرت او به دلیل مبارزات بین‌المللی علیه تجاوز جنسی در جنگ بود. در طول جنگ جهانی دوم، راف اوهرن توسط نیروی زمینی امپراتوری ژاپن به بردگی جنسی مجبور شد. راف اوهرن پس از پنجاه سال سکوت، از دهه ۱۹۹۰ تا زمان مرگش، علنی در این مورد صحبت کرد و خواستار عذرخواهی رسمی از دولت ژاپن شد و وضعیت دیگر «زنان آسایشگر» را برجسته کرد.
همچنین برندهٔ جوایزی همچون نشان استرالیا شده‌است.